# ناتج قومي للفرد

2019

الناتج القومي للفرد : ويعني الناتج القومي الإجمالي بالدولار الأميركي(بالأسعار الجارية) مقسوماً على مجموع عدد السكان.

## مقياس للثروة
كثيرا ما يستخدم نصيب الفرد من الدخل كمؤشر للثروة، وخاصة بين البلدان المختلفة. لكن لهذا القياس العديد من نقاط الضعف :
- الأنشطة الاقتصادية التي لا تدر المال لا تحسب. لذلك يتم تجاهل المقايضة والعمل الذي ينجز في إطار الأسرة. أهمية هذه الأنشطة تختلف اختلافا كبيرا بين البلدان وحتى بين الفئات الاجتماعية المختلفة داخل البلد (انظر الاقتصاد غير الرسمي).
- هذا القياس هو المتوسط الذي لا يأخذ بالحسبان ما إذا كان جزء من السكان فقراء جدا.
- القدرة الشرائية الحقيقية لعملة يعتمد على مكان حيث يتم استخدامها.

## بعض الأمثلة من الدخل القومي للفرد
هنا أمثلة بشكل تقريبي لنصيب الفرد من الدخل بآلاف دولار امريكى ، وفقا لصندوق النقد الدولي، تم تعديلها لتحقيق التكافؤ في القدرة الشرائية، وأنشئ في أيلول / سبتمبر 2006:
- لوكسمبورغ 69،799 $
- النرويج 42،364 $
- الولايات المتحدة 40،100 $
- أيسلندا 35،115 $
- هونغ كونغ ، 33،478 $
- النمسا 33،431 $
- سويسرا 32،570 $
- بلجيكا 31،243 $
- ألمانيا 30،579 $
- المملكة المتحدة 30،435 $
- فرنسا 29،187 $
- إيطاليا 28،533 $
- إسبانيا 26،320 $
- اليونان 22،391 $
- مالطا 19،739 $
- كرواتيا 12،324 $
- روسيا 11،041 $
- أوكرانيا $ 7.212
- نيبال $ 1.675

أدنى نصيب الفرد من الدخل هو في ملاوي : 596 دولارا